# Adam Örn Arnarson
Adam Örn Arnarson (Akureyri, 27 agosto 1995) è un calciatore islandese, difensore del Fram Reykjavík.

## Carriera

### Club
Arnarson ha iniziato la carriera con la maglia del Breiðablik. Ha esordito nell'Úrvalsdeild in data 16 luglio 2011, schierato titolare nella sconfitta per 3-2 maturata sul campo dello Stjarnan. È rimasto in squadra per un biennio, in cui ha totalizzato 2 presenze in squadra.
Il 30 novembre 2012, gli olandesi del N.E.C. hanno comunicato sul proprio sito internet d'aver ingaggiato Arnarson, che ha firmato col nuovo club un contratto valido fino al 30 giugno 2015: da accordi, il giocatore sarebbe stato aggregato alla formazione giovanile. È rimasto in forza al N.E.C. per circa un anno e mezzo, senza disputare alcun incontro ufficiale in prima squadra.
Nell'estate 2014, Arnarson è stato ufficialmente ingaggiato dai danesi del Nordsjælland. Ha esordito nella Superligaen in data 23 novembre 2014, schierato titolare nella sconfitta per 1-0 sul campo dell'Odense. In circa un anno e mezzo in cui ha vestito questa maglia, ha totalizzato 17 presenze tra tutte le competizioni.
Il 25 gennaio 2016 è passato ai norvegesi dell'Aalesund, legandosi al nuovo club con un accordo valido fino al 31 dicembre 2018. Ha scelto di vestire la maglia numero 22. Ha esordito in Eliteserien in data 11 marzo, schierato titolare nella vittoria per 1-0 sullo Stabæk. Ha chiuso la stagione a quota 28 presenze in squadra, tra campionato e coppa.
Al termine del campionato 2017, l'Aalesund è retrocesso in 1. divisjon.
Il 29 gennaio 2019, i polacchi del Górnik Zabrze hanno reso noto che Arnarson avrebbe sostenuto un provino in squadra, nell'ottica di valutarne l'ingaggio. Il successivo 8 febbraio ha firmato ufficialmente un contratto con il club, valido fino al 30 giugno 2020.
Il 3 marzo 2020 ha fatto ritorno al Tromsø, a cui si è legato fino al 31 dicembre 2021.

### Nazionale
Ha rappresentato l'Islanda a livello Under-17, Under-19 e Under-21. Per quanto concerne quest'ultima selezione, ha esordito in data 26 marzo 2015, schierato titolare nella sconfitta per 3-0 in amichevole contro la Romania.

## Statistiche

### Presenze e reti nei club
Statistiche aggiornate al 21 dicembre 2020.
| Stagione             | Club                 | Campionato           | Campionato | Campionato | Coppe nazionali | Coppe nazionali | Coppe nazionali | Coppe continentali | Coppe continentali | Coppe continentali | Supercoppe | Supercoppe | Supercoppe | Totale | Totale |
| Stagione             | Club                 | Comp                 | Pres       | Reti       | Comp            | Pres            | Reti            | Comp               | Pres               | Reti               | Comp       | Pres       | Reti       | Pres   | Reti   |
| -------------------- | -------------------- | -------------------- | ---------- | ---------- | --------------- | --------------- | --------------- | ------------------ | ------------------ | ------------------ | ---------- | ---------- | ---------- | ------ | ------ |
| 2011                 | Breiðablik           | UD                   | 1          | 0          | CI+CdL          | ?               | ?               | UCL                | -                  | -                  | -          | -          | -          | 8      | 0      |
| 2012                 | Breiðablik           | UD                   | 1          | 0          | CI+CdL          | ?               | ?               | -                  | -                  | -                  | -          | -          | -          | 8      | 0      |
| Totale Breiðablik    | Totale Breiðablik    | Totale Breiðablik    | 2          | 0          |                 | ?               | ?               |                    | -                  | -                  |            | -          | -          | 2+     | 0+     |
| 2013-2014            | N.E.C.               | ED                   | 0          | 0          | CO              | 0               | 0               | -                  | -                  | -                  | -          | -          | -          | 0      | 0      |
| 2014-2015            | Nordsjælland         | SL                   | 8          | 0          | CD              | 0               | 0               | -                  | -                  | -                  | -          | -          | -          | 8      | 0      |
| 2015-gen. 2016       | Nordsjælland         | SL                   | 8          | 0          | CD              | 1               | 0               | -                  | -                  | -                  | -          | -          | -          | 9      | 0      |
| Totale Nordsjælland  | Totale Nordsjælland  | Totale Nordsjælland  | 16         | 0          |                 | 1               | 0               |                    | -                  | -                  |            | -          | -          | 17     | 0      |
| 2016                 | Aalesund             | ES                   | 26         | 0          | CN              | 2               | 0               | -                  | -                  | -                  | -          | -          | -          | 28     | 0      |
| 2017                 | Aalesund             | ES                   | 21         | 0          | CN              | 4               | 0               | -                  | -                  | -                  | -          | -          | -          | 25     | 0      |
| 2018                 | Aalesund             | 1D                   | 26+4       | 1+0        | CN              | 0               | 0               | -                  | -                  | -                  | -          | -          | -          | 30     | 1      |
| Totale Aalesund      | Totale Aalesund      | Totale Aalesund      | 73+4       | 1+0        |                 | 6               | 0               |                    | -                  | -                  |            | -          | -          | 83     | 1      |
| gen.-giu. 2019       | Górnik Zabrze        | EK                   | 13         | 0          | CP              | -               | -               | -                  | -                  | -                  | -          | -          | -          | 13     | 0      |
| 2019-mar. 2020       | Górnik Zabrze        | EK                   | 0          | 0          | CP              | 1               | 0               | -                  | -                  | -                  | -          | -          | -          | 1      | 0      |
| Totale Górnik Zabrze | Totale Górnik Zabrze | Totale Górnik Zabrze | 13         | 0          |                 | 1               | 0               |                    | -                  | -                  |            | -          | -          | 14     | 0      |
| 2020                 | Tromsø               | 1D                   | 9          | 1          | -               | -               | -               | -                  | -                  | -                  | -          | -          | -          | 9      | 1      |
| Totale               | Totale               | Totale               | 100+4      | 2+0        |                 | 7+              | 0+              |                    | -                  | -                  |            | -          | -          | 111+   | 2+     |

### Cronologia presenze e reti in nazionale
| Cronologia completa delle presenze e delle reti in nazionale ― Islanda | Cronologia completa delle presenze e delle reti in nazionale ― Islanda | Cronologia completa delle presenze e delle reti in nazionale ― Islanda | Cronologia completa delle presenze e delle reti in nazionale ― Islanda | Cronologia completa delle presenze e delle reti in nazionale ― Islanda | Cronologia completa delle presenze e delle reti in nazionale ― Islanda | Cronologia completa delle presenze e delle reti in nazionale ― Islanda | Cronologia completa delle presenze e delle reti in nazionale ― Islanda |
| Data                                                                   | Città                                                                  | In casa                                                                | Risultato                                                              | Ospiti                                                                 | Competizione                                                           | Reti                                                                   | Note                                                                   |
| ---------------------------------------------------------------------- | ---------------------------------------------------------------------- | ---------------------------------------------------------------------- | ---------------------------------------------------------------------- | ---------------------------------------------------------------------- | ---------------------------------------------------------------------- | ---------------------------------------------------------------------- | ---------------------------------------------------------------------- |
| 8-2-2017                                                               | Las Vegas                                                              | Messico                                                                | 1 – 0                                                                  | Islanda                                                                | Amichevole                                                             | -                                                                      | 86’                                                                    |
| Totale                                                                 |                                                                        | Presenze                                                               | 1                                                                      |                                                                        | Reti                                                                   | 0                                                                      |                                                                        |